# Robert Arboleda
Robert Abel Arboleda Escobar (Esmeraldas, 22 de outubro de 1991) é um futebolista equatoriano que atua como zagueiro. Joga pelo São Paulo e pela Seleção Equatoriana.

## Carreira

### Início
Arboleda estreou no futebol profissional aos 20 anos, pelo Deportivo Cañar, na segunda divisão equatoriana. Em 2011, teve uma rápida passagem pelo Grecia, ficando até 2012.
Em 2013, assinou com a LDU Loja, onde fez grandes atuações e chamou a atenção de vários clubes do Equador. Em 2015, assinou com a Universidad Católica. Em 21 de junho de 2017, anotou um gol na sua despedida do clube, na vitória sobre o River Ecuador.

### São Paulo

#### 2017
No mesmo dia, o Universidad Católica anunciou a venda de Arboleda para o São Paulo. Foi anunciado oficialmente pelo São Paulo em 26 de junho, assinando contrato até junho de 2021.
Fez sua estreia pelo São Paulo no clássico contra o Santos, marcando um dos gols na derrota por 3–2, na Vila Belmiro. Em 13 de agosto, marcou um dos gols na vitória sobre o Cruzeiro por 3–2, no Morumbi. Em 9 de novembro, marcou o gol de empate do São Paulo em 2–2 contra a Chapecoense.

#### 2018
Para a temporada de 2018, a pedido do próprio jogador, passou a usar a camisa 5, que pertencia a Diego Lugano. Perdeu o inicio da temporada devido a uma lesão, só retornando em fevereiro. Seu primeiro gol no ano ocorreu em 11 de março, na vitória por 3–1 sobre o Red Bull Brasil, pela última rodada da primeira fase do Campeonato Paulista. Por suas boas atuações, acabou renovando seu contrato até junho de 2022.

#### 2019
Em 20 de setembro, numa partida contra o Avaí, pelo Campeonato Brasileiro, completou 100 jogos com a camisa do São Paulo e ainda marcou o gol da vitória por 1–0.
Junto com Bruno Alves, Arboleda formou a melhor defesa do Campeonato Brasileiro, sofrendo apenas 30 gols no torneio, dois a menos que Palmeiras e Athletico Paranaense, donos das segundas melhores defesas.

#### 2020
Devido as polêmicas sobre o caso em que o zagueiro vestiu a camisa do Palmeiras, rival do São Paulo, em uma foto, Arboleda começou a temporada com críticas da torcida; porém, com a ótima fase do início da temporada do clube e do jogador, o equatoriano continuou na equipe titular.
Em 30 de outubro, houve a polêmica do caso que o zagueiro foi pego numa boate em meio a pandemia de COVID-19, o que causou revolta nos dirigentes e torcedores. Por conta disso, o jogador foi punido e deixou de atuar em algumas partidas, mas depois acabou voltando e se consolidando no time titular.

#### 2021

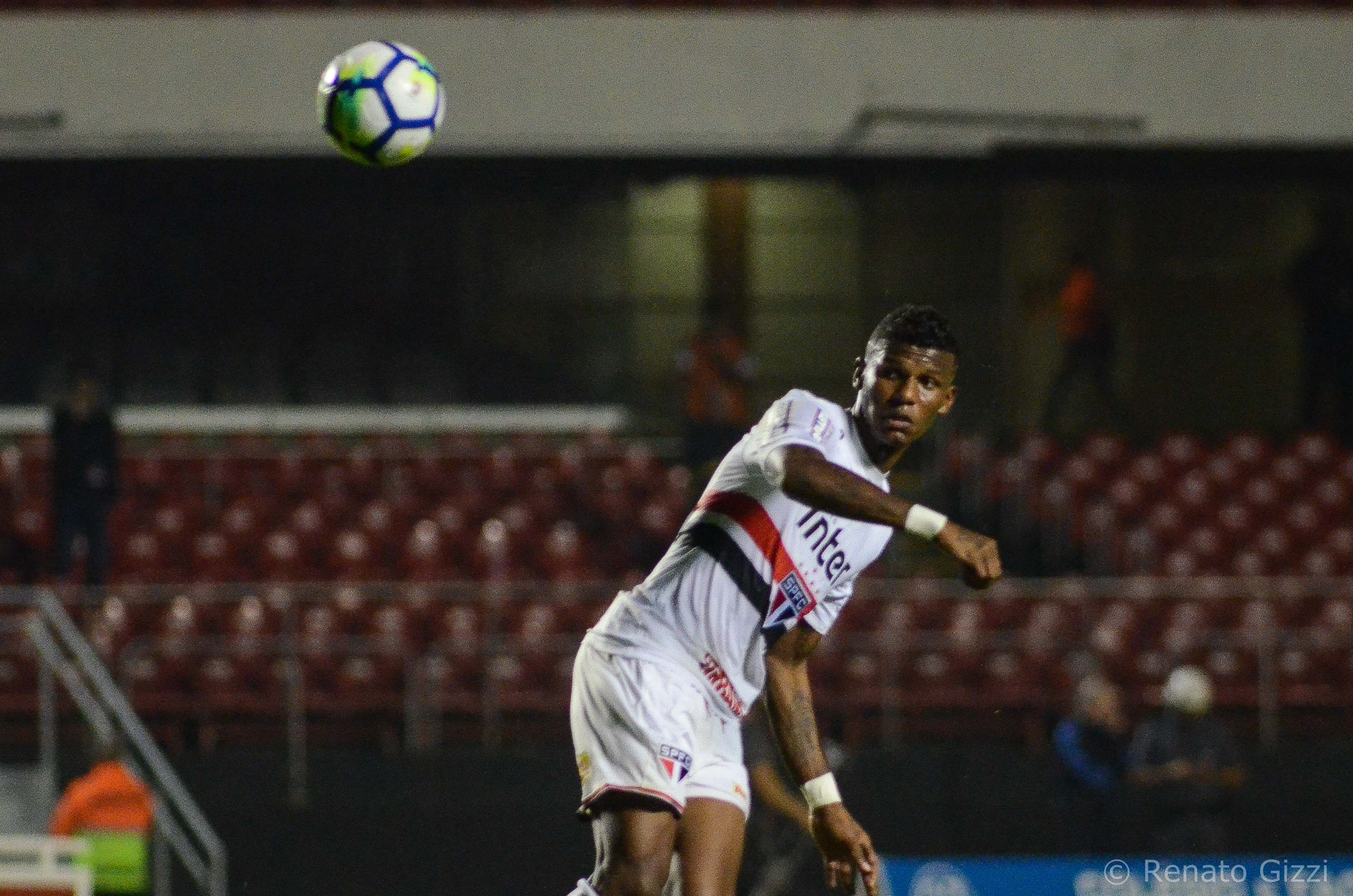
Arboleda em ação pelo São Paulo

No dia 1 de março, na partida contra o Botafogo-SP, Arboleda completou 150 jogos pelo São Paulo, marcando um gol de cabeça e o único gol do time do empate em 1 a 1, pelo Campeonato Paulista.
Em 10 de abril, marcou um gol de calcanhar na goleada por 5 a 1 contra o São Caetano, recebendo assistência do lateral-esquerdo Reinaldo. Já no dia 16 de maio, nas semifinais do Paulistão, marcou um gol de cabeça com assistência de Martín Benítez, na goleada por 4 a 0 contra o Mirassol.
O zagueiro foi uma das peças fundamentais do São Paulo no título do Campeonato Paulista, marcando três gols e fazendo boas partidas na defesa.
No final de 2021, era discutido entre torcedores se Arboleda renovaria seu vínculo de contrato com o São Paulo, que se encerraria em junho de 2022. Após um período de negociações devido as dívidas e impasses do zagueiro com parte de seus empresários, em 23 de dezembro Arboleda acertou sua renovação com o São Paulo até dezembro de 2024.

#### 2022
Em 7 de abril de 2022, Arboleda marcou o primeiro gol do São Paulo na vitória por 3 a 2 sobre o Ayacucho, válida pela 1ª rodada da Copa Sul-Americana. Na ocasião, depois de um cruzamento na área, Luciano testa para o outro lado da área e o zagueiro se estica para marcar o gol.
Em 14 de abril, completou 200 jogos com a camisa do São Paulo, fazendo de cabeça o primeiro gol na vitória por 2 a 0 sobre o Everton pela 2ª rodada da fase de grupos da Sul-Americana.
Em 20 de abril, na partida contra o Juventude pelo jogo de ida da 3ª fase da Copa do Brasil, com o jogo em 2 a 0 para o time adversário, Arboleda marcou de cabeça o primeiro gol do São Paulo após cobrança de escanteio de Reinaldo. O jogo terminaria em 2 a 2, com gol do mesmo Reinaldo nos minutos finais.
Em 12 de maio, Arboleda marcou o primeiro gol do São Paulo na vitória por 2 a 0 sobre o Juventude, no jogo de volta da 3ª fase da Copa do Brasil, após um cruzamento de Igor Vinícius no escanteio.

#### 2023
Diferente de outras temporadas, Arboleda não foi tanto um zagueiro artilheiro em 2023. Problemas com lesões no começo do ano o fizeram perder alguns jogos, mas depois o equatoriano se consolidou de volta como titular com a chegada de Dorival Júnior.
Marcou seu primeiro gol na temporada em 31 de agosto, sendo o gol da vitória por 1 a 0 sobre a LDU, empatando o agregado das quartas de final da Copa Sul-Americana. Entretanto, mesmo com o gol, o Tricolor perdeu nos pênaltis e foi eliminado da competição, para muitos, precocemente.

## Controvérsias

### Camisa do Palmeiras
Houve uma polêmica no final de 2019, em que Arboleda estaria numa foto ao lado do jogador e amigo do equatoriano Billy Arce com a camisa do Palmeiras, um dos principais rivais do São Paulo, time de Arboleda no momento. De acordo com o mesmo, vestir a camisa do Palmeiras seria o resultado de uma aposta que o equatoriano perdeu. Após essa discussão, acabou ficando um tempo afastado do time titular, e o mesmo descrevendo essa ação como "Estupidez", porém acabou voltando na temporada seguinte, e, após sua volta, não saiu mais do time titular.
Após ótimas atuações e a conquista do título do Campeonato Paulista 2021, grande parte da torcida do São Paulo teria "perdoado" Arboleda pelo caso com a camisa do rival.
Em 13 de julho de 2023, quatro anos depois do ocorrido, Arboleda teve finalmente sua redenção, após fazer uma partida excepcional na classificação contra o Palmeiras na Copa do Brasil. Após o jogo, publicou em seu Instagram a seguinte mensagem: "Não estou vendo um 'fdp' meia-boca falar que sou porco (um dos apelidos do Palmeiras). Cadê esses que falaram mal de mim um mês atrás?".

### Festa em meio a pandemia
Em outubro de 2020, Arboleda foi flagrado em um boate em meio a pandemia da COVID-19, a ação do zagueiro causou revolta nos torcedores e a diretoria do clube, após o caso, foi multado e de novo ficou um tempo fora da equipe principal, voltando para o time titular apenas um mês depois nos triunfos sobre o Bahia e Goiás, na qual o time venceu por 3x1 e 3x0, respectivamente, marcando um gol de cabeça na vitória contra o Bahia.

### Segunda festa em meio a pandemia
Em 28 de maio de 2021, Arboleda foi flagrado em uma festa clandestina em meio a pandemia de COVID-19 junto do jogador David Neres, do Ajax. No local também estavam mais de 122 pessoas, em São Paulo, grande parte sem máscara, por volta das 2h da madrugada. Após o ocorrido, o clube anunciou em uma nota oficial que o zagueiro seria multado mais uma vez – ele também ficou isolado nos próximos dias, sendo testado diariamente até que tenham certeza de que ele não se infectou.

### Falta aos treinos e multa
Em 31 de março de 2022, às vésperas do jogo de volta da final do Paulistão, Arboleda faltou ao treino do São Paulo. Depois de ser esperado na Barra Funda após servir a Seleção Equatoriana, o zagueiro não apareceu e acabou sendo multado pela diretoria do clube.

## Seleção Nacional
Robert Arboleda fez parte do elenco da Seleção Equatoriana nas Copas Américas de 2016, 2019 e 2021.

## Estatísticas
Atualizadas até 6 de dezembro de 2023

### Clubes
| Equipe               | Temporada | Campeonato nacional | Campeonato nacional | Copa nacional | Copa nacional | Competições continentais[b] | Competições continentais[b] | Outros torneios[c] | Outros torneios[c] | Total | Total |
| Equipe               | Temporada | Jogos               | Gols                | Jogos         | Gols          | Jogos                       | Gols                        | Jogos              | Gols               | Jogos | Gols  |
| -------------------- | --------- | ------------------- | ------------------- | ------------- | ------------- | --------------------------- | --------------------------- | ------------------ | ------------------ | ----- | ----- |
| LDU Loja             | 2013      | 23                  | 4                   | –             | –             | 5                           | 0                           | –                  | –                  | 28    | 4     |
| LDU Loja             | 2014      | 41                  | 1                   | –             | –             | –                           | –                           | –                  | –                  | 41    | 1     |
| LDU Loja             | Total     | 64                  | 5                   | 0             | 0             | 5                           | 0                           | 0                  | 0                  | 69    | 5     |
| Universidad Católica | 2015      | 39                  | 2                   | –             | –             | 2                           | 0                           | –                  | –                  | 41    | 2     |
| Universidad Católica | 2016      | 37                  | 7                   | –             | –             | 2                           | 0                           | –                  | –                  | 39    | 7     |
| Universidad Católica | 2017      | 17                  | 4                   | –             | –             | 2                           | 0                           | –                  | –                  | 19    | 4     |
| Universidad Católica | Total     | 93                  | 13                  | 0             | 0             | 6                           | 0                           | 0                  | 0                  | 99    | 13    |
| São Paulo            | 2017      | 23                  | 3                   | –             | –             | –                           | –                           | –                  | –                  | 23    | 3     |
| São Paulo            | 2018      | 26                  | 0                   | 3             | 0             | 2                           | 0                           | 9                  | 1                  | 40    | 1     |
| São Paulo            | 2019      | 29                  | 1                   | 1             | 0             | 2                           | 0                           | 17                 | 1                  | 49    | 2     |
| São Paulo            | 2020      | 21                  | 1                   | 1             | 0             | 4                           | 1                           | 11                 | 1                  | 37    | 3     |
| São Paulo            | 2021      | 17                  | 1                   | 2             | 0             | 7                           | 0                           | 13                 | 3                  | 39    | 4     |
| São Paulo            | 2022      | 8                   | 0                   | 4             | 2             | 3                           | 2                           | 9                  | 0                  | 24    | 4     |
| São Paulo            | 2023      | 20                  | 0                   | 10            | 0             | 9                           | 1                           | 3                  | 0                  | 42    | 1     |
| São Paulo            | Total     | 144                 | 6                   | 21            | 2             | 27                          | 4                           | 62                 | 6                  | 254   | 18    |

- b. ^ Jogos da Copa Libertadores e Copa Sul-Americana
- c. ^ Jogos do Campeonato Paulista e Florida Cup

## Títulos
São Paulo
- Campeonato Paulista: 2021
- Copa do Brasil: 2023[39]
- Supercopa Rei: 2024[40]

### Prêmios individuais
- Seleção do Campeonato Paulista: 2025[41]